# YouTube Music
YouTube Music hay YouTube Âm nhạc là một dịch vụ nghe nhạc trực tuyến trên ứng dụng di động của YouTube.  Nó cho phép người dùng duyệt qua các bài hát, video âm nhạc YouTube dựa trên sở thích gồm: thể loại, danh sách phát và đề xuất. Dịch vụ này không quảng cáo, người dùng có thể tải xuống các bài hát để phát lại ngoại tuyến. Những tính năng này cũng được cung cấp cho người đã đăng ký Google Play Music và YouTube Premium.

## Lịch sử
YouTube Music được phát hành lần đầu vào ngày 12 tháng 11 năm 2015. Tháng 10 năm 2015, trong khi Google ra mắt YouTube Premium (dịch vụ trả tiền hàng tháng để không quảng cáo, trước đây là YouTube Red), công ty đã tiết lộ về YouTube Music lần đầu tiên.
Vào ngày 17 tháng 5 năm 2018, YouTube đã công bố phiên bản mới của YouTube Music, phiên bản này thiết kế lại giao diện trên điện thoại và máy tính để bàn, các đề xuất tốt hơn và sử dụng công nghệ của Google để tìm kiếm các bài hát dựa trên lời bài hát và mô tả. YouTube Music trở thành một dịch vụ đăng ký riêng, là đối thủ cạnh tranh với Apple Music và Spotify, việc phát trực tuyến không hề chứa quảng cáo và có thể tải xuống để phát lại ngoại tuyến. Đăng ký YouTube Music có giá phù hợp với 9,99 USD mỗi tháng; giá của YouTube Premium đồng thời là 11,99 USD cho những người đăng ký mới.

## Tính năng
Ứng dụng cho phép người dùng nghe tất cả các video về âm nhạc trên YouTube. Tính sẵn có của dịch vụ bao gồm nhiều bài hát phát hành từ các nghệ sĩ chính thống và mở rộng đến bất kỳ video nào được phân loại là âm nhạc trên YouTube. Người dùng có thể chạy nền bài hát kể cả khi khóa màn hình và khi dùng ứng dụng khác (chỉ có khi đã đăng ký).
YouTube Music sẽ hoạt động song song với Google Play Music, người quản lý của ứng dụng cho biết người dùng Google Play Music sẽ chuyển sang YouTube Music khi nó có tính năng tương đương (bao gồm việc bổ sung các tính năng như mua nhạc, lưu nhạc trên thư viện). Giám đốc của YouTube Music, T. Jay Fowler đã tuyên bố những bộ sưu tập, danh sách phát và các tùy chọn sẽ được chuyển qua.
YouTube Music đã có sẵn trên loa thông minh Google Assistant (bao gồm cả Google Home) vào ngày 18 tháng 4 năm 2019, với tính năng phát lại được hỗ trợ quảng cáo cho những người không đăng ký.

## Phạm vi hoạt động
YouTube Music hiện đang có mặt ở 101 quốc gia: Ai Cập, Argentina, Aruba, Áo, Ả Rập Xê Út, Ấn Độ, Bahrain, Ba Lan, Bắc Macedonia, Quần đảo Bắc Mariana, Belarus, Belize, Bermuda, Bỉ, Bolivia, Bosna và Hercegovina, Bồ Đào Nha, Brasil, Bulgaria, Canada, Quần đảo Cayman, Các Tiểu vương quốc Ả Rập Thống nhất, Chile, Colombia, Costa Rica, Croatia, Cộng hòa Dominica, Đài Loan, Đan Mạch, Đức, Ecuador, El Salvador, Estonia, Guadeloupe, Guam, Guatemala, Guyane thuộc Pháp, Hà Lan, Hàn Quốc, Hoa Kỳ, Honduras, Hồng Kông, Hungary, Hy Lạp, Iceland, Indonesia, Ireland, Israel, Kuwait, Latvia, Liban, Liechtenstein, Litva, Luxembourg, Malaysia, Malta, México, Nam Phi, Na Uy, New Zealand, Nga, Nhật Bản, Nicaragua, Nigeria, Oman, Panama, Papua New Guinea, Paraguay, Peru, Pháp, Phần Lan, Philippines, Polynésie thuộc Pháp, Puerto Rico, Qatar, România, Rwanda, Samoa, Samoa thuộc Mỹ, Serbia, Cộng hòa Séc, Singapore, Síp, Slovakia, Slovenia, Tây Ban Nha, Thái Lan, Thổ Nhĩ Kỳ, Thụy Điển, Thụy Sĩ, Quần đảo Turks và Caicos, Ukraina, Uruguay, Úc, Venezuela, Việt Nam, Quần đảo Virgin thuộc Anh, Quần đảo Virgin thuộc Mỹ, Vương quốc Liên hiệp Anh và Bắc Ireland và Ý.